# Dan Trachtenberg
Dan Trachtenberg (Filadelfia, 11 maggio 1981) è un regista e sceneggiatore statunitense.

## Carriera
Trachtenberg ha diretto vari spot pubblicitari per Lexus, Nike e Coca-Cola. Nel 2003 ha diretto il cortometraggio Kickin'. In seguito si è occupato di vari podcast video trasmessi dalla piattaforma Revision3: nel 2006 ha co-condotto Geekdrome e diretto Ctrl+Alt+Chicken, mentre dal 2007 al 2012 è stato uno dei tre conduttori di The Totally Rad Show.
Nel marzo del 2011 Trachtenberg ha pubblicato per lo studio BlackBoxTV il cortometraggio More Than You Can Chew, da lui sceneggiato insieme a Mark D. Walker e interpretato da J. Kristopher, Skye Marshall e Ian Hamrick. Il 23 agosto 2011 Trachtenberg ha pubblicato il cortometraggio Portal: No Escape, basato sul videogioco Portal.
Nell'aprile del 2014 è stato annunciato che Trachtenberg avrebbe diretto un lungometraggio per Bad Robot Productions intitolato Valencia, che in seguito si è rivelato essere il titolo di lavorazione di 10 Cloverfield Lane, film presentato come facente parte dell'universi di Cloverfield ed uscito nelle sale nel 2016.
Nel 2016 Trachtenberg ha diretto l'episodio Giochi pericolosi della terza stagione della serie televisiva britannica Black Mirror, pubblicata da Netflix.

## Filmografia

### Regista

#### Lungometraggi
- 10 Cloverfield Lane (2016)
- Prey (2022)
- Predator: Killer dei Killer (2025)
- Predator: Badlands (2025)

#### Cortometraggi
- Kickin' - cortometraggio (2003)
- More Than You Can Chew - cortometraggio (2011)
- Portal: No Escape - cortometraggio (2011)

#### Televisione
- Black Mirror – serie TV, episodio 3x02 (2016)
- The Boys – serie TV, episodio 1x01 (2019)
- Il simbolo perduto (The Lost Symbol) – serie TV, episodio 1x01 (2021)

### Sceneggiatore

#### Cortometraggi
- Kickin' - cortometraggio (2003)
- More Than You Can Chew - cortometraggio (2011)

### Produttore esecutivo
- Il simbolo perduto (The Lost Symbol) – serie TV, episodio 1x01 (2021)

## Riconoscimenti

### Premio Emmy
- 2023: [8]
  - Candidatura per miglior regia per una miniserie, serie antologica o film TV per Prey
  - Candidatura per miglior sceneggiatura per una miniserie, serie antologica o film TV assieme a Patrick Aison per Prey

### Directors Guild of America Award
- 2017: [9]
  - Candidatura per miglior regia per un’opera prima (Outstanding Directing – First-Time Feature Film) per 10 Cloverfield Lane